# Stadig uheldig
Stadig uheldig er en dansk stum komediefilm fra 1911 produceret af Nordisk Films Kompagni og instrueret af Eduard Schnedler-Sørensen efter manuskript af Frederik Jacobsen.
Filmen blev i tysktalende lande distribueret som Beständiges Pech. 

## Handling
En indbrudstyv bryder ind i et hus, men kommer galt afsted med alt hvad han foretager sig. Han ender med at blive arresteret af lovens lange arm.

## Medvirkende
- Frederik Buch
- Ella la Cour